# Царска купа
Купа на Н.В. Царя (наричана още Царската купа и Държавна купа) е футболен трофей, еквивалентен на днешната купа на България. Той е подарен от цар Борис III през 1924 г.
Първоначално, в периода 1924-1937 г. (както и през 1943 г.), е връчван на клуба-шампион на България по футбол. От 1938 до 1942 г. за спечелването на царската купа е организиран отделен турнир, победителят в който се смята за носител на Купата на страната.

## Носители (финали)
| сезон | носител                                                                                     | резултат                                                                                    | финалист                                                                                    | отпаднали на полуфиналите                                                                   | град-домакин на финала                                                                      |
| ----- | ------------------------------------------------------------------------------------------- | ------------------------------------------------------------------------------------------- | ------------------------------------------------------------------------------------------- | ------------------------------------------------------------------------------------------- | ------------------------------------------------------------------------------------------- |
| 1924  | не се присъжда, тъй като първенството не завършва                                           | не се присъжда, тъй като първенството не завършва                                           | не се присъжда, тъй като първенството не завършва                                           | не се присъжда, тъй като първенството не завършва                                           | не се присъжда, тъй като първенството не завършва                                           |
| 1925  | Владислав Варна                                                                             | Владислав Варна                                                                             | Владислав Варна                                                                             | Владислав Варна                                                                             | Владислав Варна                                                                             |
| 1926  | Владислав Варна                                                                             | Владислав Варна                                                                             | Владислав Варна                                                                             | Владислав Варна                                                                             | Владислав Варна                                                                             |
| 1927  | не се присъжда, тъй като първенството не е проведено                                        | не се присъжда, тъй като първенството не е проведено                                        | не се присъжда, тъй като първенството не е проведено                                        | не се присъжда, тъй като първенството не е проведено                                        | не се присъжда, тъй като първенството не е проведено                                        |
| 1928  | Славия София                                                                                | Славия София                                                                                | Славия София                                                                                | Славия София                                                                                | Славия София                                                                                |
| 1929  | Ботев (Пд.)                                                                                 | Ботев (Пд.)                                                                                 | Ботев (Пд.)                                                                                 | Ботев (Пд.)                                                                                 | Ботев (Пд.)                                                                                 |
| 1930  | Славия София                                                                                | Славия София                                                                                | Славия София                                                                                | Славия София                                                                                | Славия София                                                                                |
| 1931  | Купата не е връчена на държавния първенец, тъй като финалът завършва със служебен резултат. | Купата не е връчена на държавния първенец, тъй като финалът завършва със служебен резултат. | Купата не е връчена на държавния първенец, тъй като финалът завършва със служебен резултат. | Купата не е връчена на държавния първенец, тъй като финалът завършва със служебен резултат. | Купата не е връчена на държавния първенец, тъй като финалът завършва със служебен резултат. |
| 1932  | Шипченски Сокол                                                                             | Шипченски Сокол                                                                             | Шипченски Сокол                                                                             | Шипченски Сокол                                                                             | Шипченски Сокол                                                                             |
| 1933  | Левски София                                                                                | Левски София                                                                                | Левски София                                                                                | Левски София                                                                                | Левски София                                                                                |
| 1934  | Владислав Варна                                                                             | Владислав Варна                                                                             | Владислав Варна                                                                             | Владислав Варна                                                                             | Владислав Варна                                                                             |
| 1935  | Спортклуб София                                                                             | Спортклуб София                                                                             | Спортклуб София                                                                             | Спортклуб София                                                                             | Спортклуб София                                                                             |
| 1936  | Славия София                                                                                | Славия София                                                                                | Славия София                                                                                | Славия София                                                                                | Славия София                                                                                |
| 1937  | Левски София                                                                                | Левски София                                                                                | Левски София                                                                                | Левски София                                                                                | Левски София                                                                                |
| 1938  | ФК`13                                                                                       | 3:0 сл.1                                                                                    | Левски (Русе)                                                                               | Левски (Бургас) • Левски (Плевен)                                                           | София                                                                                       |
| 1939  | Шипка София                                                                                 | 2:0                                                                                         | Левски (Русе)                                                                               | Дражев (Ямбол) • Победа (Варна)                                                             | София                                                                                       |
| 1940  | ФК`13                                                                                       | 2:1                                                                                         | Спортклуб (Пловдив)2                                                                        | Левски (Русе)2 • Победа (Варна)                                                             | София                                                                                       |
| 1941  | АС`23                                                                                       | 4:2                                                                                         | Напредък (Русе)                                                                             | Македония (Скопие) • Х.Славчев (Павликени)                                                  | Добрич                                                                                      |
| 1942  | Левски София                                                                                | 3:0 сл.3                                                                                    | Спортклуб (Пловдив)                                                                         | Напредък (Русе) • СП 39 (Плевен)                                                            | София                                                                                       |
| 1943  | Славия София                                                                                | Славия София                                                                                | Славия София                                                                                | Славия София                                                                                | Славия София                                                                                |
| 1944  | не се присъжда, тъй като първенството не завършва                                           | не се присъжда, тъй като първенството не завършва                                           | не се присъжда, тъй като първенството не завършва                                           | не се присъжда, тъй като първенството не завършва                                           | не се присъжда, тъй като първенството не завършва                                           |

1. При резултат 1:3 футболистите на „Левски“ (Русе), недоволни от съдийско решение, напускат терена и губят служебно.

2. „Левски“ (Русе) печели полуфиналния си мач с 2:0, но отказва да пътува за финала в София заради спорове с организаторите на турнира. Затова на финала играе загубилия от русенци отбор на „Спортклуб“ (Пловдив).

3. В 80 минута при резултат 1:3 футболистите на „Спортклуб“ (Пловдив), недоволни от съдийско решение, напускат терена и губят служебно.